# Паметник на хан Крум
Паметникът на хан Крум се намира в район „Тракия“, микрорайон „Хан Крум“ – А4, на улица „Съединение“ в съседство с 5-о районно управление, на мястото, където преди време са били разположени казарми на Девети пехотен пловдивски полк.

## Описание
Паметникът представлява скулптура на хан Крум върху кон е висока 6 метра. Скулптурата е положена върху постамент висок 4,5 метра. От едната му страна са изписани законите на хана, а от другата са изписани военните му победи. В основите на паметника е вградена капсула с послание на жителите на район „Тракия“, към бъдещите поколения. На мястото на вграждането е поставена плоча с надпис "Послание от жителите на район „Тракия“ към бъдещите поколения. Да се отвори на 26 юли 2111 година, когато се навършат 1300 години от битката във Върбишкия проход и победата на хан Крум над византийската армия".
Фигурата на паметника е отлята от 3 тона бронз, а постаментът е облицован от черен гранит. Скулптор на паметника е Николай Савов.

## Откриване
Открит е от президента Георги Първанов на 4 юни 2007 г. На церемонията по откриването присъстват още министърът на транспорта Петър Мутафчиев, министърът на вътрешните работи Румен Петков, областният управител на Пловдив Тодор Петков, кметът на Пловдив Иван Чомаков, митрополит Николай Пловдивски, професор Божидар Димитров, депутати, общински съветници, висши военни и представители на общинската администрация и много граждани.
Инициативата за построяването на паметника е на кмета на район „Тракия“ Славчо Атанасов. Изразходваната сума за паметника е около 240 000 лв. Събрана е основно от дарения. Основен дарител е бизнесменът Георги Гергов.